# An Alan Smithee Film: Burn Hollywood Burn
An Alan Smithee Film: Burn Hollywood Burn (o título na tela é simplesmente Burn Hollywood Burn) (Brasil: Hollywood - Muito Além das Câmeras / Portugal: Um Realizador de Respeito) é um filme de comédia de 1998 e é considerado como um dos piores filmes de todos os tempos, ganhando cinco prêmios (incluindo Pior Filme) no Framboesa de Ouro de 1998. O filme teve um orçamento estimado de US$ 10 milhões e arrecadou pelo menos 52.850 dólares americanos, uma vez que só foi lançado em 19 salas de cinema.
A criação do filme partiu de uma cadeia de eventos que levariam o Directors Guild of America interromper oficialmente o crédito Alan Smithee em 2000. Seu enredo (sobre um diretor tentando negar um filme) eventualmente descrito a própria produção do filme, o diretor Arthur Hiller solicitou que seu nome fosse retirado depois de testemunhar o corte final do filme pelo estúdio.

## Sinopse
Um diretor com o nome de Alan Smithee foi permitido dirigir Trio, um filme de ação de grande orçamento estrelado por Sylvester Stallone, Whoopi Goldberg e Jackie Chan. O estúdio faz recortes do filme, e quando Smithee vê os resultados (que ele descreve como sendo "pior do que Showgirls") e percebe que ele não pode usar um pseudônimo (porque a única permitida é "Alan Smithee"), ele rouba o filme e sai em fuga, ameaçando queimá-lo.

## Elenco
- Eric Idle como Alan Smithee
- Ryan O'Neal como James Edmunds
- Coolio como Dion Brothers
- Chuck D como Leon Brothers
- Richard Jeni como Jerry Glover
- Leslie Stefanson como Michelle Rafferty
- Sandra Bernhard como Ann Glover
- Cherie Lunghi como Myrna Smithee
- Harvey Weinstein como Sam Rizzo
- Gavin Polone como Gary Samuels
- MC Lyte como Sista Tu Lumumba
- Marcello Thedford como Stagger Lee
- Nicole Nagel como Aloe Vera
- Stephen Tobolowsky como Bill Bardo
- Erik King como Wayne Jackson
- Dina Spybey como Alessandra

Participações especiais como a si mesmo
- Sylvester Stallone
- Whoopi Goldberg
- Jackie Chan
- Robert Evans
- Robert Shapiro
- Shane Black
- Mario Machado
- Lisa Canning
- Joe Eszterhas
- Larry King
- Peter Bart
- Dominick Dunne
- Billy Bob Thornton
- Billy Barty
- Norman Jewison (sem créditos)

## Produção
O filme foi escrito (e produzida, embora ele não foi creditado por ele) por Joe Eszterhas, que se tornou a primeira pessoa a ganhar quatro prêmios do Framboesa de Ouro para um único filme: Pior Filme, Pior Roteiro e Pior Ator Coadjuvante e Pior Nova Estrela para uma breve aparição. (Tecnicamente, ele também recebeu um co-indicação para o prêmio Pior casal na tela, uma vez que "Burn Hollywood Burn" foi nomeado para "quaisquer duas pessoas que aparecem juntos na tela";. No entanto, o filme não "ganhar" nesta categoria) O filme foi lançado e creditado sobre o pseudônimo Alan Smithee como diretor porque Arthur Hiller, verdadeiro diretor do filme, opôs-se a forma como Eszterhas produziu o filme, e, como resultado, teve seu nome removido. (No entanto, em sua autobiografia, Hollywood Animal, Eszterhas afirma que Hiller ainda estava sentado na sala de edição com ele para fazer algumas sugestões.) Em sua entrada em Burn Hollywood Burn por seu "Meu Ano de Flops" da coluna do crítico de cultura pop Nathan Rabin sarcasticamente comentou que a decisão do Hiller usar o crédito de Alan Smithee era "muito transparente e não um estúpido, estúpido truque para aumentar o interesse em um filme terrível".

## Recepção
O crítico de cinema Roger Ebert deu zero estrelas, o mais baixo possível.
O filme detém actualmente uma classificação de 8% no Rotten Tomatoes, o consenso afirma: "Uma sátira de Hollywood desmiolado cujo Hammy, piadas óbvias não são nem engraçado nem perspicaz da indústria do cinema" Eric Idle ocioso, disse em várias entrevistas, que foram destina-se a promover o filme, "isso é bastante Terrível". 